# Oblężenie Selinuntu
Oblężenie Selinuntu – oblężenie, które miało miejsce w roku 408 p.n.e. w trakcie wojny Kartaginy z Selinuntem. 
Po roku 412 p.n.e. doszło do konfliktu granicznego pomiędzy Selinuntem a Segestą. Obawiając się wystąpienia Syrakuz po stronie Selinuntu, Segestejczycy zwrócili się o pomoc do Kartaginy. W roku 410 p.n.e. Kartagińczycy wysłali posiłki wojskowe składające się z kilku tysięcy ludzi. Dzięki wsparciu militarnemu Kartaginy Segestejczycy pokonali w polu przeciwników zabijając tysiąc żołnierzy. 
Sukces Segesty w walce z Selinuntem skłonił Kartaginę do wysłania większych sił zbrojnych, mających na celu zdobyć Selinunt. Wodzem wyprawy obrano Hannibala Mago, wnuka Hamilkara. W roku 408 p.n.e. flota kartagińska licząca 1 700 transportowców w eskorcie 70 trójrzędowców (około 100 000 ludzi) popłynęła w kierunku Sycylii. Po wylądowaniu, ruszając na Selinunt, Hannibal Mago połączył się z wojskami Segesty. Przystępując do szturmu Kartagińczycy zbudowali pod miastem wieże oblężnicze. 
Wojska Hannibala Mago stosowały tarany, ostrzeliwały też obrońców strzałami i kamieniami. Pomimo silnej obrony atakujący wdarli się przez wyłom w murze do miasta, zostali jednak odparci przez obrońców. Następnego dnia Kartagińczycy otoczyli szczelniej miasto, dokonując kolejnego szturmu wypoczętymi siłami. Atak przyniósł powodzenie, a obrońcy cofnęli się w głąb miasta, gdzie z powodzeniem odpierali kolejne ataki. Po jakimś czasie Selinuntczykom zabrakło amunicji – całe miasto wpadło w ręce Hannibala Mago. 
Wkraczający do Selinuntu Kartagińczycy urządzili rzeź mieszkańców, plądrując całe miasto. Z 17 000 mieszkańców do niewoli dostało się 5 000, a 2 700 zbiegło do Akragas.